# Břehouš černoocasý
Břehouš černoocasý (Limosa limosa) je velkým druhem bahňáka z čeledi slukovitých (Scolopacidae).

## Taxonomie
Polytypický druh popsaný pod názvem Scolopax limosa (z latinského limus = bláto). Tvoří 3 poddruhy:
- L. limosa limosa – hnízdí v rozmezí od západní a střední Evropy po střední Asii. Zimuje v jižní Evropě, západní Africe a na Blízkém východně až po východní pobřeží Indie.
- L. limosa islandica – hnízdí hlavně na Islandu, ale i na Faerských ostrovech, Shetlandách a Lofotech. Zimuje na Britských ostrovech, v jihozápadní Evropě a západní Africe.
- L. limosa melanuroides – hnízdí v Mongolsku, severní Číně a na Sibiři. Zimuje v Indii, Indočíně, na Tchaj-wanu, Filipínách, Indonésii, Papuy Nové Guiney a Austrálii.
- L. limosa bohaii – Ruský Dálný východ.[5]

## Popis

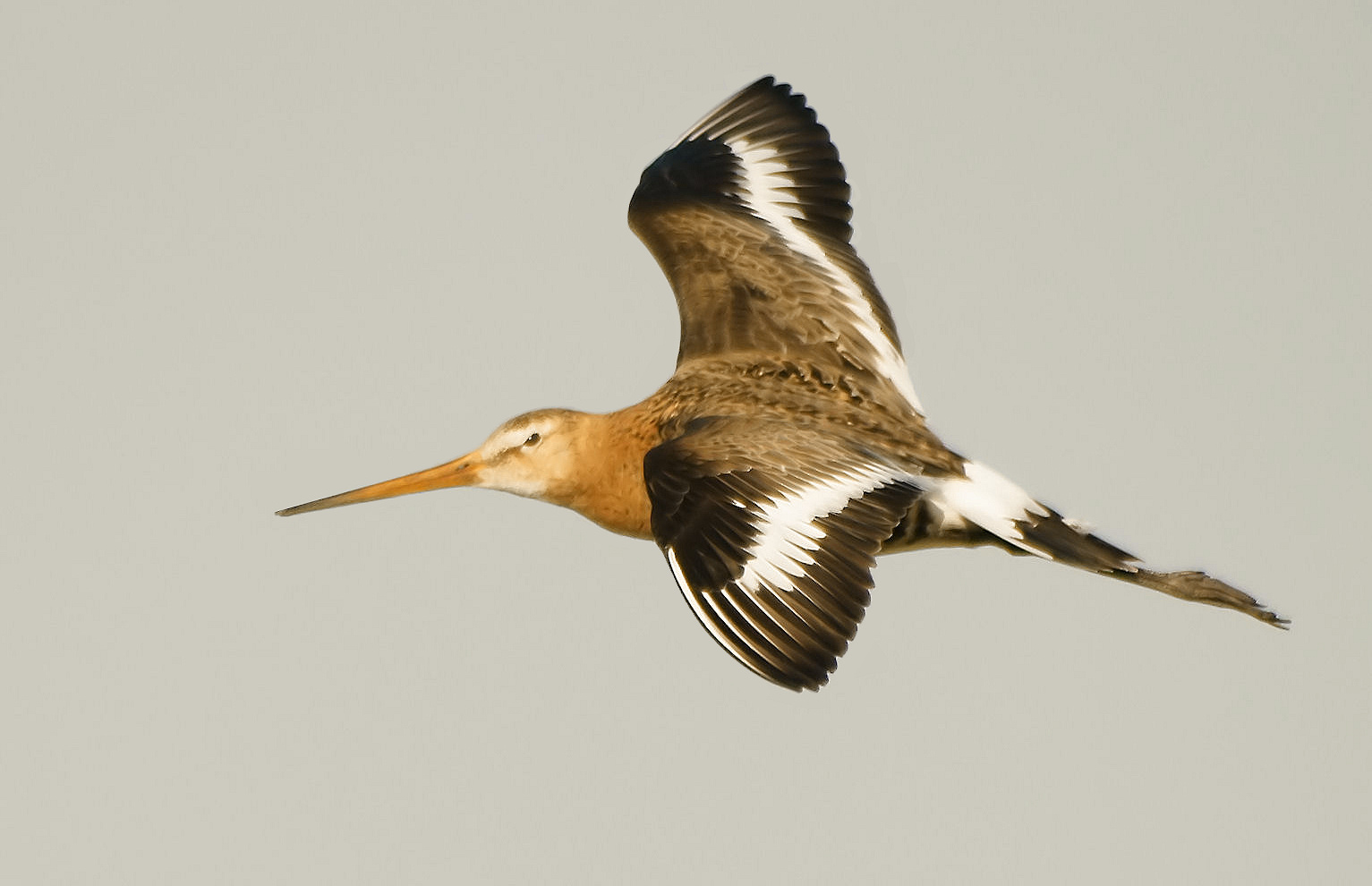
Břehouš černoocasý v letu

Dorůstá délky 35–45 cm a v rozpětí křídel měří 70–82 cm. Hmotnost u samců se pohybuje mezi 160–440 g, u samic mezi 244–500 g. Samci bývají obvykle o něco menší než samice a mají také kratší zobák. Ve svatebním šatu má oranžově rezavý krk a hruď (intenzivnější u samce) a různě intenzivní tmavé pruhovaní na hrudi a vrchní části jinak bílého břicha, v prostém šatu jsou obě pohlaví zbarvena stejně – šedohnědě. Mladí ptáci mají žlutavě hnědou hruď. Zvláště v letu je nápadné černobílé zbarvení ocasu a letek.
V toku se ozývá hlasitým ostrým „grutjo“; dále také nosové „vitovitovito“, čejčí „kvuíh“ nebo svižné „vivivi“.

## Výskyt
Hnízdí na rozsáhlém území Eurasie v rozmezí od Islandu východně po východní Sibiř. Tažný druh, zimuje v jižní a západní Evropě, Africe, na Středním východě a Australasii.
Globální populace břehouše čenoocasého klesá; jen v roce 2005 byl přitom úbytek za předchozích 15 let odhadován na celých 25 %. Důvodem je hlavně ztráta hnízdišť zapříčiněná především odvodňováním mokřadů a intenzifikací zemědělství. V mnoha oblastech je také ohrožován lovem, a to i přesto, že je ve všech státech Evropské unie vyjma Francie zakázán.
V ČR hnízdilo v letech 2001–2003 celkem 10–20 párů, a to v jižních Čechách a ve Slezsku do 500 m n. m. Je zde zvláště chráněný jako kriticky ohrožený druh.

## Biologie a ekologie

### Biotop
Hnízdí na větších vlhkých loukách a v travnatých bažinách. Na tahu a v zimě se zdržuje především v ústích řek a na pobřežích.

### Potrava
Živí se hmyzem, pavouky, korýši, měkkýši a červy, za tahu a v zimě také semeny. Po kořisti pátrá hlavně pícháním svým dlouhým zobákem s mimořádně citlivým koncem do bahna nebo měkké půdy.

### Hnízdění

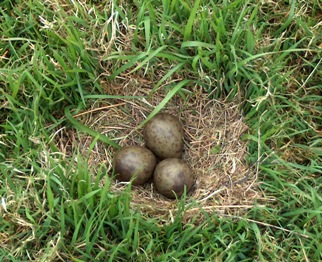
Hnízdo s vejci

Hnízdí 1× ročně od dubna do července, obvykle v malých volných koloniích o 2–20 párech. Studie zkoumající islandské populace prokázala, že se páry na hnízdiště vrací v průměru pouhé 3 dny od sebe, a to i přesto, že oba ptáci trávili zimu zcela odděleně. Pokud se tak nestane a jeden z ptáků se opozdí, pár se rozpadá. Samec ve svém teritoriu, které se rozkládá na ploše 30–50 m okolo hnízda, hloubí na zemi v nízké vegetaci několik mělkých důlků, často vystlaných rostlinným materiálem, z nichž si pak samice sama jedno vybere a naklade do něj 4(3–5) zelenavá, hnědě skvrnitá vejce o velikosti 55,1 × 37,8 mm. Na jejich inkubaci trvající 21–24 dnů se podílí oba ptáci a společně také během tohoto období aktivně brání okolí hnízda. Na potenciálního predátora často útočí ze vzduchu a hlasitě se přitom ozývají. Mláďata jsou prekociální a hnízdo opouští již několik hodin po vylíhnutí. Dalších 25–30 dnů jsou pak doprovázena oběma rodiči do doby, než se opeří. Mohou se přitom pohybovat v bezprostřední blízkosti hnízda, stejně jako společně putovat až 3 km daleko do míst s větší nabídkou potravy. Z nizozemské studie vyplývá, že v prvním roce života činí úmrtnost druhu 37,6 %, ve druhém 32 % a v dalších letech 36,9 %.